# 2011年3月臺灣
| << | 2011年3月 （民國100年） | >> |    |    |    |    |
| \| 日 \| 一 \| 二 \| 三 \| 四 \| 五 \| 六 \| \| \| \| 1 \| 2 \| 3 \| 4 \| 5 \| \| 6 \| 7 \| 8 \| 9 \| 10 \| 11 \| 12 \| \| 13 \| 14 \| 15 \| 16 \| 17 \| 18 \| 19 \| \| 20 \| 21 \| 22 \| 23 \| 24 \| 25 \| 26 \| \| 27 \| 28 \| 29 \| 30 \| 31 \| \| \| \| \| \| \| \| \| \| \| |                         |    |    |    |    |    |
| 臺灣新聞動態／維基新聞 |                         |    |    |    |    |    |
| 世界／中国大陆／臺灣 |                         |    |    |    |    |    |
| 日 | 一                      | 二 | 三 | 四 | 五 | 六 |
| |                         | 1  | 2  | 3  | 4  | 5  |
| 6 | 7                       | 8  | 9  | 10 | 11 | 12 |
| 13 | 14                      | 15 | 16 | 17 | 18 | 19 |
| 20 | 21                      | 22 | 23 | 24 | 25 | 26 |
| 27 | 28                      | 29 | 30 | 31 |    |    |
| |                         |    |    |    |    |    |

## 3月1日
- 台灣國家聯盟與二二八關懷總會共同舉辦二二八大遊行。自由時報
- 台北電影節卸任主席侯孝賢（自第3屆到第12屆，先後擔任了台北電影節主席及負責人）今天交棒給新任主席張艾嘉，由導演張艾嘉出任第13屆主席，任期2年。中央社

## 3月2日
- 一月初有台商在廣州被綁架，兩岸警方聯合破獲，成功尋回被綁長達53天的夏姓台商，這是首件台商肉票遭丟棄在無人荒島的綁架案。中國時報

## 3月4日
- 於2010年12月傳出疑似首例的新庫賈氏病（人類狂牛病），但疾管局表示，經過審查結果已排除。中央社
- 法務部長曾勇夫簽署死囚管鐘演、鍾德樹、王志煌、王國華與莊天祝的槍決令，並於當晚18時30分同步於北、中、南執行槍決。頻果日報（页面存档备份，存于）

## 3月5日
- 臺南市第四選舉區立法委員缺額及高雄市第四選舉區立法委員缺額之補選日。中央選舉委員會新聞稿

## 3月6日
- 台中市一家夜店「傑克丹尼」(原名ALA PUB或稱阿拉夜店)，凌晨發生重大火災意外，造成9死12傷，初步調查懷疑是舞者表演時不慎引起大火。但天花板未用防火建材，竟還能在5年內通過21次的消防安檢。中國時報

## 3月7日
- 教育部表示，國中基本學力測驗2012年改為1次並將逐漸修改。免試入學則還在研議，2012年6月才可能定案。中央社

## 3月8日
- 婦女節。第21屆十大傑出女青年發布得獎名單，包括女飛官王慧蓉、胡瓊文，克服身障莊馥華、鐘宛貞、學術界卓越的林姉瑤、楊智惠、趙雪君、許沁如，體育方面的網球莊佳容、高球曾雅妮10人。蘋果日報（有全部個人簡介）中央社 中國時報

## 3月9日
- 中央研究院表示，對微晶體的研究有豐碩成果並有院士因此獲獎，院士胡正明獲得第10屆美國亞裔年度工程師獎（AAEOY）中的最高榮譽「傑出終身成就獎」。 自由時報[]中央社

## 3月10日
- 行政院已通過「奢侈稅法案」 （特種貨物及勞務稅條例草案），立法院審議將課徵10%~15%的稅額，對像是兩年內短期移轉的「非自用住宅者」。兒高額消費貨物也將課徵10%稅額，財政部預計於2011年7月施行。 自由時報

## 3月14日
- 台灣組成28員搜救隊在接獲日本方面的通知後，抵達日本加入救援日本仙台近海地震行列。公視（页面存档备份，存于）

## 3月16日
- 造成9人罹難台中阿拉夜店大火事件，家屬在台中殯儀館舉行聯合公祭，台中市長胡志強和夫人邵曉鈴偕同出席上香。NowNews（页面存档备份，存于）

## 3月18日
- 因應日本宮城地震，美國在台協會（ＡＩＴ）同日起將開始協助美國公民自日本撤離，並安排部分人員前往臺灣，因協助在日美僑撤台而暫停辦理簽證服務。該類型入境作業，是美國與中華民國斷交後的第一次。自由電子報奇摩新聞[] 世界新聞網
- 文建會主辦的「中華民國建國一百年主題曲徵選活動」結果出爐，許多等網路徵選及票選活動。百年經典歌曲網路票選前十名：月亮代表我的心、中華民國頌、我的未來不是夢、月夜愁、綠島小夜曲、思慕的人、夜來香、愛拼才會贏、我很醜可是我很溫柔、高山青。新浪新聞/中央社[]

## 3月21日
- 台北市勞工局抽查國道客運業者，發現有2家業者有違法行為，分別為「國光客運」及「豪泰客運」，其中國光客運居然讓一名司機連續16天工作。蘋果日報

## 3月22日
- 長期照護服務法草案將於本月底前將通過，外籍看護已確定納入長照體系[[[Wikipedia:格式手册/链接#章節|錨點失效]]]。不過行政院強調未來會從嚴審核新申請案。聯合新聞網
- 前行政院院長蘇貞昌宣布投入民主進步黨總統初選，同日前副總統呂秀蓮則宣佈退出初選，並辭去民進黨中執委一職。自由電子報、自由電子報

- 行政院主計處新聞稿發布指出，民國100年（2011年）二月份人力資源調查統計結果，二月失業率為4.69%，較上月上升0.05個百分點，較上年度二月份則降1.07個百分點。二月就業率，較上月減少0.20個百分點，較上年度二月份增加2.23個百分點。就業方向與上月比較，主要減少：在服務部門減少（0.24%）、工業部門減少（0.04%）、農業部門減少（0.86%）。但若與上一年度同月比較，服務部門增加（1.19%）、工業部門增加（4.42%）、農業部門減少（1.43%）。 行政院主計處新聞稿（页面存档备份，存于）

## 3月25日
- 2011年3月17日，一名新竹市的國中女生遭到校園霸凌，事件在相關影片於3月25日被上傳與轉載，引發媒體關注新竹象腿幫霸凌事件。 -

NOWnews - 自由時報

## 3月26日
- 全國原住民運動會開幕，相隔14年後再度於臺東登場，在3天的賽程將角逐13項競技，總統馬英九並到場致詞。中廣[]

## 3月27日
- 屏東鵬灣跨海大橋啟用。聯合報[]

## 3月28日
- 中油的油價公式遭指控暗藏玄機，涉嫌浮報成本藉以哄抬油品價格，但中油和經濟部皆否認此說。

NOWnews - 自由時報

## 3月29日
- 辛亥革命一百週年，擴大辦理「中樞紀念革命先烈暨春祭忠烈殉職人員典禮」，正副總統領文武百官至忠烈祠弔祭。

NOWnews - 自由時報